# Françoise Hardyová
Françoise Hardyová (17. ledna 1944 Paříž – 11. června 2024 tamtéž) byla francouzská zpěvačka, jejíž repertoár tvořily převážně melancholické balady.

## Život
V roce 1962 nahrála svůj první singl Tous les garçons et les filles, kterého se prodalo 700 000 kusů. Píseň zazněla také v řadě filmů, např. Snílci. V roce 1963 reprezentovala Monako na soutěži Eurovision Song Contest se skladbou L'amour s'en va a skončila na pátém místě. Ve stejném roce získala za své debutové album cenu Grand Prix du disque (Charles Cros). S anglicky nazpívanou písní All Over The World získala v roce 1965 16. místo na UK Singles Chart. Další její hity v šedesátých letech byly Mon amie la rose, Comment te dire adieu? a L'Amitié, kterou použil Denys Arcand do svého oscarového snímku Invaze barbarů. Později spolupracovala se skupinou Blur nebo s Iggy Popem. V roce 2005 získala cenu Victoires de la musique.
Hrála ve filmu Zámek ve Švédsku (1963), který natočil Roger Vadim podle stejnojmenné divadelní hry Françoise Saganové. Menší role vytvořila také ve filmech Co je nového, kočičko? (1965), Grand Prix (1966) a Mužský rod, ženský rod (1966).
Jejím manželem byl zpěvák Jacques Dutronc, v roce 1973 se jim narodil syn Thomas Dutronc. Kromě hudby se Hardyová věnovala také módnímu návrhářství a astrologii.. Zemřela 11. června 2024 ve věku 80 let na rakovinu hrtanu.

## Diskografie
- Tous les garçons et les filles (1962)
- Le premier bonheur du jour (1963)
- Mon amie la rose (1964)
- In Deutschland (1965)
- L'amitié (1965)
- Portrait in Musik (1965)
- La maison où j'ai grandi (1966)
- Françoise Hardy In English (1966)
- Ma jeunesse fout le camp... (1967)
- Comment te dire adieu ? (1968)
- Françoise Hardy en anglais (1969)
- Träume (1970)
- Soleil (1970)
- La question (1971)
- Et si je m'en vais avant toi (1972)
- If You Listen (1972)
- Message personnel (1973)
- Entr’acte (1974)
- Star (1977)
- J'écoute de la musique saoûle (1978)
- Gin tonic (1980)
- A Suivre (1981)
- Quelqu'un qui s'en va (1982)
- Décalages (1988)
- Le danger (1996)
- Clair Obscur (2000)
- Frag den Abendwind (2001)
- Messages personnels
- Tant de belles choses (2004)
- Parenthèses (2006)
- La pluie sans parapluie (2010)
- L'amour fou (2012)
- Personne d'autre (2018)